# Pierre Brice
Pierre Louis Le Bris, conocido artísticamente como Pierre Brice (Brest, Bretaña, 6 de febrero de 1929-París, Isla de Francia, 6 de junio de 2015), fue un actor francés, conocido por su trabajo como el jefe apache Winnetou, personaje de las películas basadas en la obra de Karl May.

## Biografía
A los 19 años de edad, Brice se alistó en el ejército francés y estuvo peleando en la guerra de Indochina hoy República Socialista de Vietnam.
Entre 1962 y 1968 Brice actuó en once películas del Oeste de Alemania, adaptadas de las novelas del autor alemán Karl May en las cuales desempeñó el papel del indio rojo Winnetou de la tribu apache mescalera, con Lex Barker o Stewart Granger como los héroes blancos. También tuvo un papel protagonista en la película española Los atracadores de 1962. 
Pierre Brice intentó desprenderse del personaje de Winnetou en las series de televisión de 1976 Die Mädchen aus dem Weltraum (Estrellas solteras) y en muchas películas llevadas de la pantalla grande como Zorro en la italiana Zorro contro Maciste (1963). También trabajó con Terence Hill (llamado Mario Girotti hasta la fecha) en Schüsse im Dreivierteltakt (Balaceado en 3/4 veces) (1965), otra vez con Lex Barker y una película ajena a Karl May: Die Hölle von Manitoba (Un lugar llamado Ciudad de la Gloria)(1965). Y en "Gern hab' ich die Frauen gekillt" (Carnaval del asesino) (1966) en la que Stewar Granger, Lex Barker y Pierre Brice actuaron juntos finalmente en una película.
Después de las películas también actuó en el teatro abierto Bad Segeberg de Alemania, desde 1988 hasta 1991, y siguió trabajando en el mismo sitio hasta 1999, pero ahora como director de varias producciones en teatros abiertos (el teatro abierto en Bad Segeberg es dedicado exclusivamente a las producciones de Karl May).
Además de las producciones en los teatros también fue visto en varias series de televisión de un estilo de "teatro de boulevard", tales como Ein Schloss am Wörthersee (Un castillo en Woerthersee) o Die Hütte am See (La cabaña del lago). En 1979 volvió a lanzarse como Winnetou en la temporada 14 de una serie de televisión llamada Mein Freund Winnetou (Mi amigo Winnetou - Winnetou el mescalero), material que esta vez no provenía de Karl May. En 1997 actuó en la segunda parte de la miniserie de televisión Winnetous Rückkehr (El regreso de Winnetou) que obtuvo feroces críticas por parte de los fanes como el símbolo muerto Winnetou en la película Winnetou III y que ahora vuelve a la vida. Nuevamente, esto no es obra de Karl May.
Pierre Brice recobró una audiencia cierta en Francia con la serie TV "Le Dessous du ciel" con Marie-Georges Pascal (1974) y "Orages d'été" con Annie Girardot (1989).
Falleció en París el 6 de junio de 2015 a causa de complicaciones de una pulmonía, a los 86 años de edad. Será sepultado en Alemania, país en donde cosechó sus mayores éxitos.

## Carrera como cantante
Al igual que Lex Barker (quien grabó no más de dos pistas) Pierre Brice intentó entrar en la canción con la ayuda del compositor alemán Martin Boettcher, y siempre administró muchos discos y CD. La mayoría de las canciones fueron en idioma alemán, y Brice nunca entendía lo que decía mientras cantaba, por lo que se limitó a hacerlo a pura fonética.
- PIERRE BRICE: Ich steh' allein / Ribanna - DECCA D 19 557 (mono)

- PIERRE BRICE: Wunderschön / Keiner weiß den Tag - Decca, D 19 560

- PIERRE BRICE: Winnetou, du warst mein Freund / Meine roten Brüder - Barclay

- PIERRE BRICE: Du fehlst mir / Der große Traum - CBS

- Winnetou du warst mein Freund - 1996, CD de muestra, las grabaciones de la Familia Oso
contienen los mejores éxitos, tan buenos como los de Lex Barker.

## Filmografía (selección)
- Der Schatz im Silbersee (1962).
- Winnetou 1. Teil (1963).
- Old Shatterhand (1964).
- Winnetou 2. Teil (1964).
- Unter Geiern (1964).
- Der Ölprinz (1965).
- La senda de la traición (1965).
- Old Surehand 1. Teil (1965).
- El día más largo de Kansas City (1966).
- Winnetou und sein Freund Old Firehand (1966).
- Winnetou und Shatterhand im Tal der Toten (1968).